# My Glorious
My Glorious ist ein Indie-Rock-Trio aus Wien.

## Bandgeschichte
Die Band setzt sich zusammen aus dem Briten Sami Goodenough (Gesang/Gitarre) und den beiden Zwillingen Gregor Sailer am Bass und Paul Sailer am Schlagzeug aus Österreich. Sie entstand im Januar 2008 aus den Fragmenten der Rockband Fresh. 2009 erschien das erste Album Home Is Where the Heart Breaks auf dem Berliner Independent-Label G-Records. Das Album ist ein Konzeptalbum und gewann in dieser Kategorie den US-amerikanischen Independent Music Award der Music Resource Group.
Das 2011er Album Inside my Head Is a Scary Place wurde mit der bekannten Produzentin Sylvia Massy (Prince, Red Hot Chili Peppers, R.E.M.) in den Radiostar Studios in Kalifornien aufgenommen. Als erste Singleauskopplung erschien Flower, zu diesem Lied wurde auch ein Musikvideo gedreht. Ende 2011 fand eine Tour im Vorprogramm von Jupiter Jones durch Deutschland statt. Auf iTunes Deutschland wurde My Glorious der Award Newcomer of the Year verliehen.
2013 gab die Band mit der limitierten Akustik-EP Sparks einen Ausblick auf einzelne Songs des kommenden dritten Studioalbums. Dieses erschien im August 2014 unter dem Titel Hold What We Can Hold. Darauf finden sich unter anderem Gastauftritte von Gwenael Damman (Ex-Christina Stürmer) und Roland Maurer (Giantree), produziert wurde das Album von James Kenosha.

## Stil
Die Band spielt melodischen Indierock, der mit der Musik von Bands wie Coldplay, Foo Fighters, The Killers und Mando Diao verglichen wird. Die Texte sind persönlicher Natur und beziehen sich auf den „Versuch das Leben zu verstehen“. Der Musikstil wird als relativ roh und ungeschliffen umschrieben und lebt stark von Kontrasten.

## Diskografie

### Alben
- 2009: Home Is Where the Heart Breaks (G-Records, Vertrieb: Intergroove)
- 2011: Inside My Head Is a Scary Place (G-Records, Vertrieb: Rough Trade)
- 2014: Hold What We Can Hold (My Glorious Productions Inc., Vertrieb: recordJet)

### Singles und EPs
- 2008: Leper (EP, Eigenproduktion)
- 2010: You Should Be Dancing (G-records)
- 2011: Flower (G-Records)
- 2011: Minefield
- 2011: A Heart on Fire
- 2013: Sparks (EP, My Glorious Productions Inc., Eigenvertrieb)
- 2014: James Dean (My Glorious Productions Inc., Eigenvertrieb)
- 2017: The Dark Idea (My Glorious Productions Inc., Eigenvertrieb)
- 2017: Sexy (My Glorious Productions Inc., Eigenvertrieb)
- 2018: Light We Share (My Glorious Productions Inc., Eigenvertrieb)